# FRANKY
FRANKY («Франки») — российская музыкальная группа, выступающая в жанре поп-рок.

## История

### Становление
Группа «FRANKY» была образована в 2011 году Тарасом Демчуком и Дэном Хрущевым. Они вместе писали песни и выкладывали их в интернет, пока режиссура популярного сериала «Закрытая школа» не стала использовать их в качестве саундтреков. Это принесло группе популярность.

### «Hysteria»
К группе присоединились музыканты Макс Степичев, Костя Каюки и Олег Шум. И уже в 2013 году, при поддержке компании «Первое музыкальное», группа выпустила дебютный альбом Hysteria. FRANKY сразу отличились от других представителей Российской музыкальной сцены комбинацией русского и английского языка в песнях. Одноименная песня «Hysteria» стала хитом и принесла группе первые позиции во многих радио и ТВ-чартах. Она попала в первую десятку годового, свободного чарта музыкального портала «Красная Звезда» -
«20 Лучших песен 2013 года» и в двадцатку годового, итогового чарта «EuroHit Top-40» на «Европе плюс». Группа победила в конкурсе журнала «Oops!» с песней «Touch Me» которая одержала победу в номинации «Лучший сингл».
FRANKY играли на одной сцене с финской рок-группой Sunrise Avenue, трижды выступала на крупнейшем ежегодном летнем опен-эйре Europa Plus LIVE.
В период с 2014—2015 года, группа выпустила самостоятельные синглы, среди которых песни «City of Angels» и «Wake Up!» пробились на чарты различных каналов.
В 2015 году, российский сериал «Выстрел» использовал песни группы FRANKY из альбома Hysteria в качестве саундтрека.

### Включай
В 2016 году группа сообщила своим фанатам, что участники Костя Каюки и Олег Шум покинули группу. В этом же году FRANKY выпускают EP альбом «Включай» в котором группа отошла от жанра рэп-рок к поп-музыке. Песни стали русскоязычные.
Песня «Камнем» попала в хитовый сборник Первый Танцевальный vol.10
8 Марта 2018 года группа объявила, что теперь единственным постоянным участником остается Дэн Хрущев, Тарас и Макс заняты собственными проектами, из-за чего у них нет времени писать музыку для группы. Однако они не исключают возможность возвращения в группу.
В 2018 году вышли песни «Stay» и «Буду кричать», а в марте 2019 - «Музыка лечит». В записи всех трёх песен приняли участие оба вокалиста.

## Состав группы
Текущий:
- Тарас Демчук— основной вокал, ритм-гитара, клавишные, автор песен, композитор (2011—н. в.)
- Дэн Хрущев— МС, бэк-вокал, автор песен (2011—н. в.)
- Макс Степичев — соло-гитара (2011—н. в.)

Бывшие участники:
- Костя Каюки — бас-гитара (2011—2015)
- Олег Шум — ударные (2011—2015)

## Награды и номинации
| Год  | Премия                        | Категория                                   | Результат |
| ---- | ----------------------------- | ------------------------------------------- | --------- |
| 2013 | Реальная премия MusicBox 2013 | «Лучшая раскрутка»                          | Номинация |
| 2012 | Oops! Choice Awards!          | «Лучший сингл» за песню «Touch Me»          | Победа    |
| 2014 | Реальная премия MusicBox 2014 | «Лучший POP ROCK» за песню «City of Angels» | Номинация |

## Видеоклипы
| Год  | Клип              | Режиссёр                    | Альбом     |
| ---- | ----------------- | --------------------------- | ---------- |
| 2011 | Hologram          | Дэн Хрущёв                  | «Hysteria» |
| 2012 | Touch Me          | Дэн Хрущев                  | «Hysteria» |
| 2012 | Just Run Away     | Дэн Хрущев                  | «Hysteria» |
| 2013 | Hysteria          | Ирина Миронова и Дэн Хрущев | «Hysteria» |
| 2014 | City of Angels    | Дэн Хрущев                  |            |
| 2014 | Too Fast          | Дэн Хрущев                  | «Hysteria» |
| 2014 | All Right (cover) | Дэн Хрущёв                  |            |
| 2015 | Wake Up!          | Дэн Хрущёв                  |            |
| 2015 | Камнем            | Дэн Хрущёв                  | «Включай»  |
| 2016 | Чужая             | Дэн Хрущёв                  |            |
| 2016 | В Океане          | Дэн Хрущев                  | «Включай»  |
| 2017 | Крыльями          | Дэн Хрущёв                  | «Включай»  |
| 2018 | Stay              | Дэн Хрущёв                  |            |

## Дискография
- 2013 — «Hysteria»
- 2016 — ВКЛЮЧАЙ